# Запис дуд у центру (Стубица)
Запис дуд у центру (Стубица) се налази на парцели чији је власник Општина Параћин.

## Локација
| Општина             | Параћин                                                                     |
| Катастарска општина | Стубица                                                                     |
| Потес               | Село                                                                        |
| Координате          | 43° 56′ 33″ С; 21° 29′ 53″ И / 43.942500000000003° С; 21.498000000000001° И |
| Надморска висина    | 322m                                                                        |

## Карактеристике
Дендрометријске вредности утврђене на терену и сателитским снимцима:
| Стабло                     | Дуд |
| Висина стабла              | m   |
| Обим дебла                 | m   |
| Пречник крошње             | 17m |
| Пречник дебла              | m   |
| Висина дебла до прве гране | m   |

## База записа
Запис је у оквиру Викимедија пројекта "Запис - Свето дрво" заведен под редним бројем 0577.